# Уанаминго (город, Миннесота)
Уанаминго (англ. Wanamingo) — город в округе Гудхью, штат Миннесота, США. На площади 2,8 км² (2,8 км² — суша, водоёмов нет), согласно переписи 2002 года, проживают 1007 человек. Плотность населения составляет 355 чел./км².
- Телефонный код города — 507
- Почтовый индекс — 55983
- FIPS-код города — 27-67972[1]
- GNIS-идентификатор — 0653758[2]